# حمام پایین شلمزار
حمام پایین شهر شلمزار مربوط به دوره صفویه است و در شهرستان کیار، شلمزار، جنوب شهر واقع شده
حمام بزرگمهر
حمام هشت ستون 
حمام پاینی
حمام‌ زیر ده
حمام گرگعلی 
از جمله نامهای این بنای تاریخی است.
این حمام در عصر صفویه ساخته شده است.
از مستندات تاریخی موجود اینچنین برداشت میشود که حدود چهارصد سال پیش  شاه عباس دوم در اقامتی که در شلمزار داشته است برای استفاده خود و لشگریانشذدستور ساخت این حمام را میدهد. (1062 هجری قمری)
و این اثر در تاریخ ۱۱ مرداد ۱۳۸۴ با شمارهٔ ثبت ۱۲۴۱۲ به‌عنوان یکی از آثار ملی ایران به ثبت رسیده است.